# Lønset
Lønset este o localitate din comuna Oppdal, provincia Sør-Trøndelag, Norvegia, cu o suprafață de 397 km² și o populație de 450 locuitori (2013).